# Berdkunk
Berdkunk (en armenio: Բերդկունք; también romanizado como Berdkunk' y Berdkunq, anteriormente Akhkala y Aghkala) es una localidad armenia en la provincia de Gegharkunik. Fue lugar de paso en la antigua carretera entre Dvin y Partev.
En su entorno destaca una serie de fortalezas ciclópeas con tumbas megalíticas. Una de ellas en particular está localizada a lo largo del borde oriental de la localidad y es conocida localmente como Ishkhanats Amrots o Fortaleza Berdkunk.

## Galería

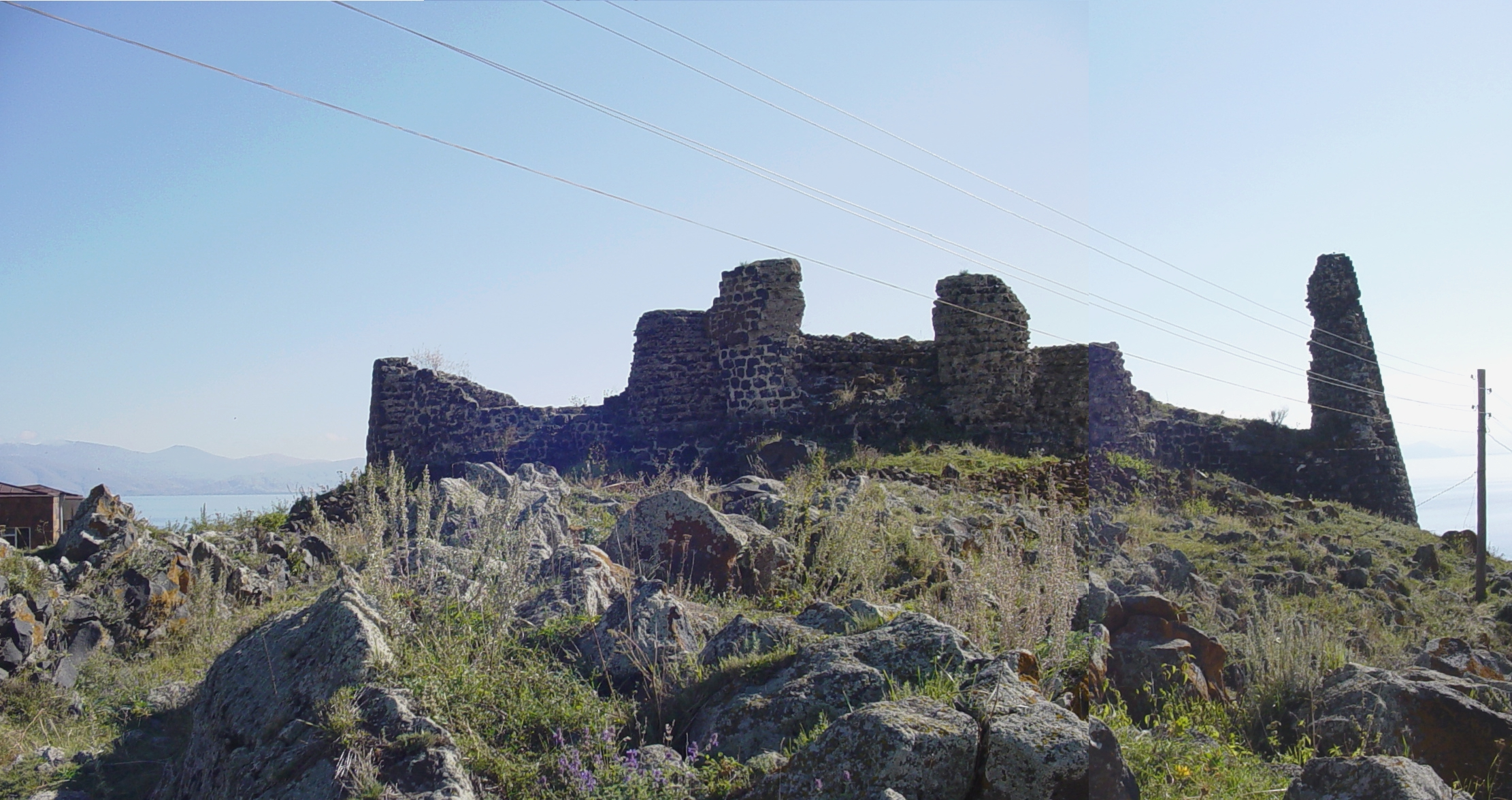
Fortaleza Berdkunk, vista de frente
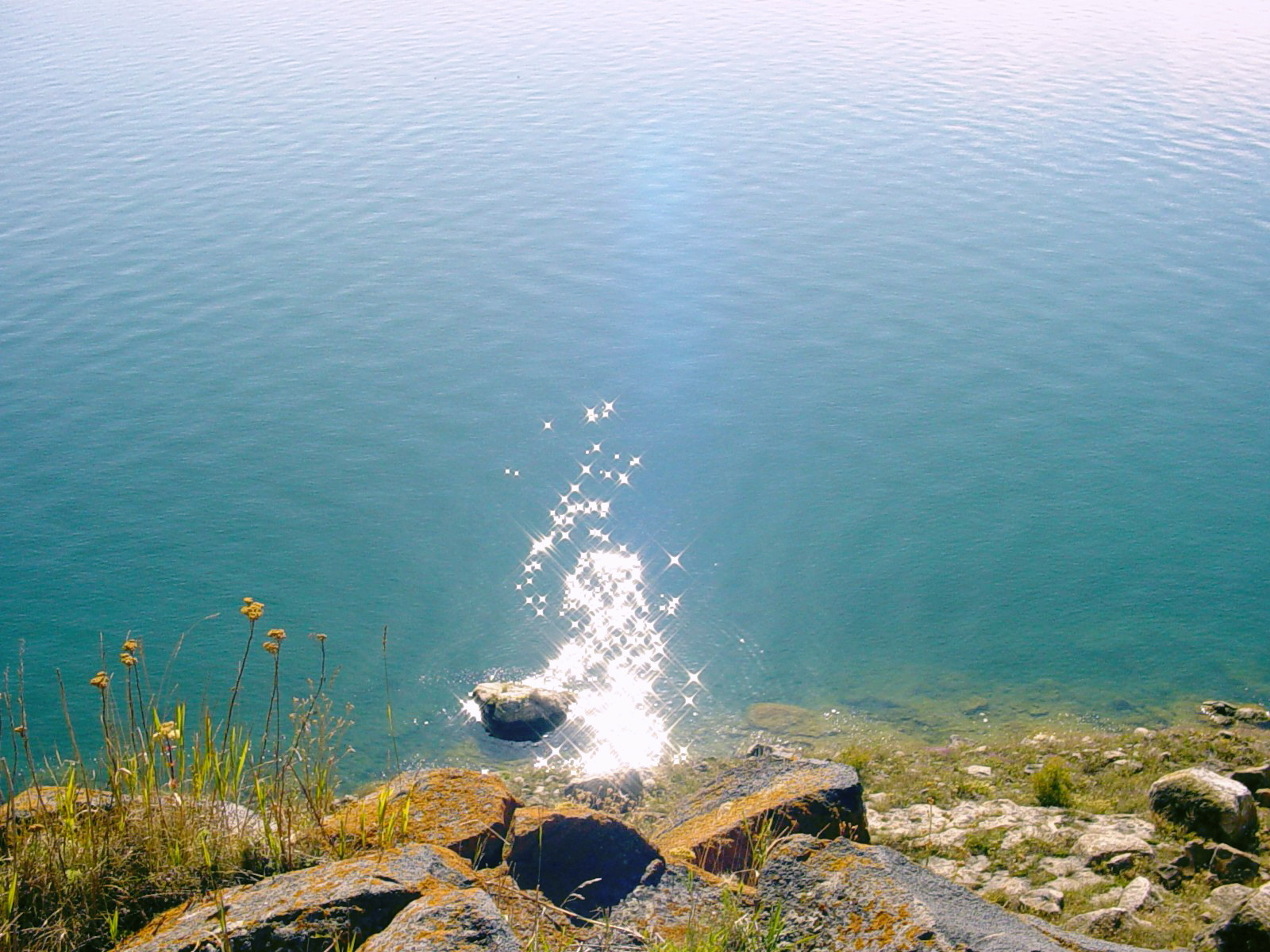
Lago Sevan desde la fortaleza Berdkunk